# 圣马塞尔 (安省)
圣马塞尔（法語：Saint-Marcel，法語發音：[sɛ̃ maʁsɛl] ⓘ），又称栋布地区圣马塞尔（Saint-Marcel-en-Dombes，[sɛ̃ maʁsɛl ɑ̃ dɔ̃b]），是法国东部安省的一个市镇，属于布雷斯地区布尔格区。

## 地理
圣马塞尔（45°56'55"N, 4°59'14"E）面积11.64 平方千米，位于法国奥弗涅-罗讷-阿尔卑斯大区安省，该省份为法国东部省份，北起汝拉省，西北接索恩-卢瓦尔省，西接罗讷省和里昂大都会，南至伊泽尔省，东与萨瓦省、上萨瓦省和瑞士接壤。
与圣马塞尔接壤的市镇（或旧市镇、城区）包括：比里约、拉佩鲁斯、蒙蒂约、蒙吕埃勒、圣安德烈德科尔西。

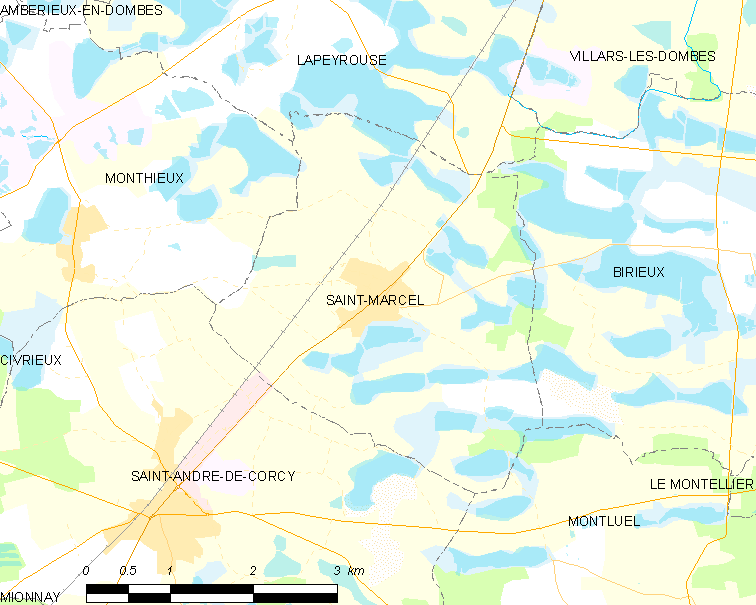
的OSM定位图

圣马塞尔的时区为UTC+01:00、UTC+02:00（夏令时）。

## 行政
圣马塞尔的邮政编码为01390，INSEE市镇编码为01371。

## 政治
圣马塞尔所属的省级选区为维拉尔莱栋布县。

## 人口

1962-2008年间人口变化图示

圣马塞尔于2022年1月1日时的人口数量为1300人。